# Sociální nepokoje v Bosně a Hercegovině (2014)

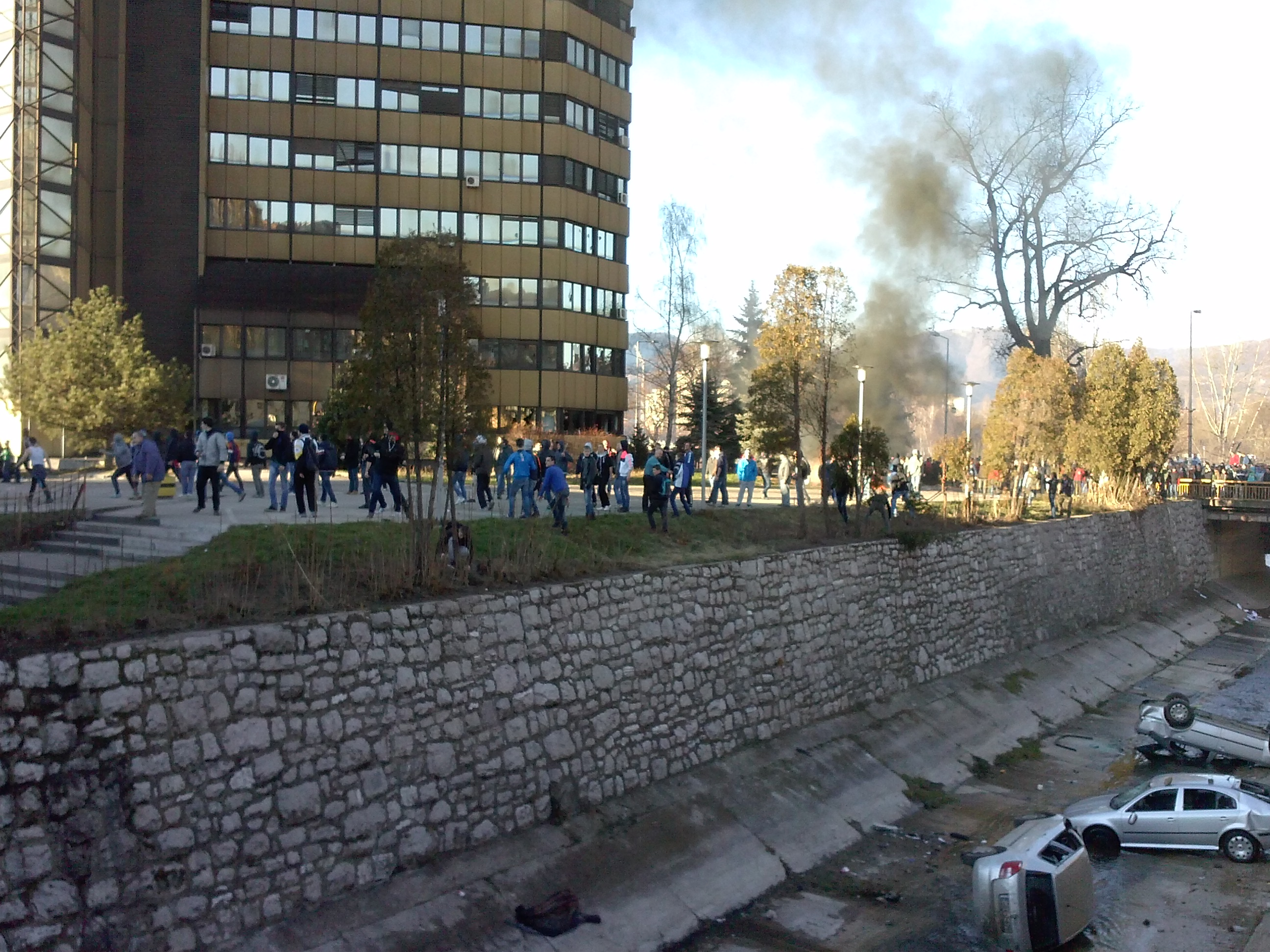
Dav demonstrující v centru města Zenica.

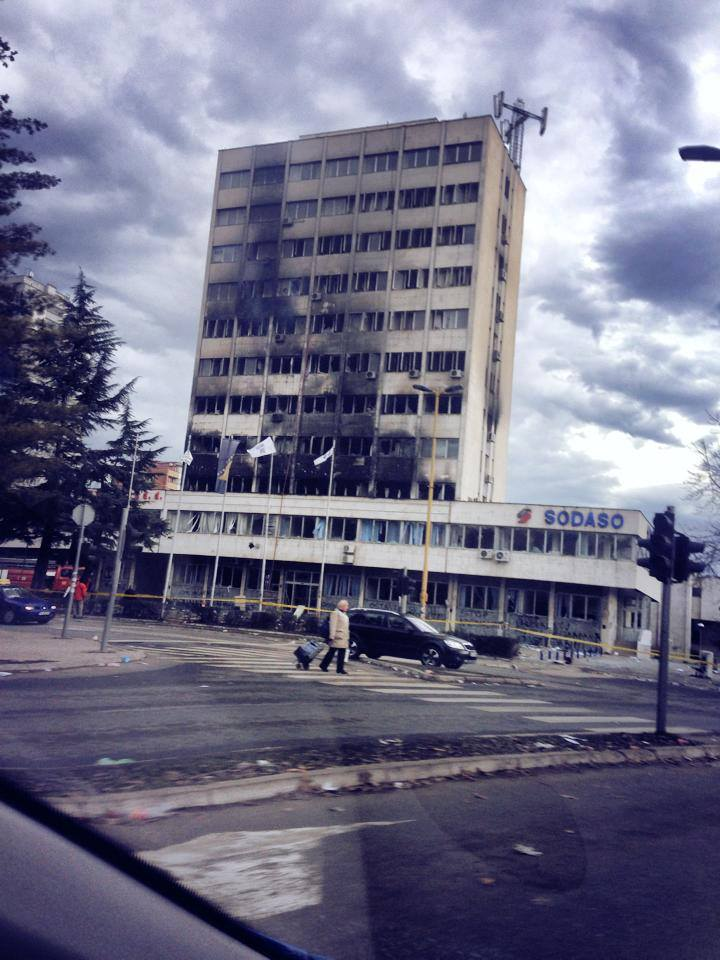
Budova vlády Tuzlanského kantonu po útoku demonstrantů.

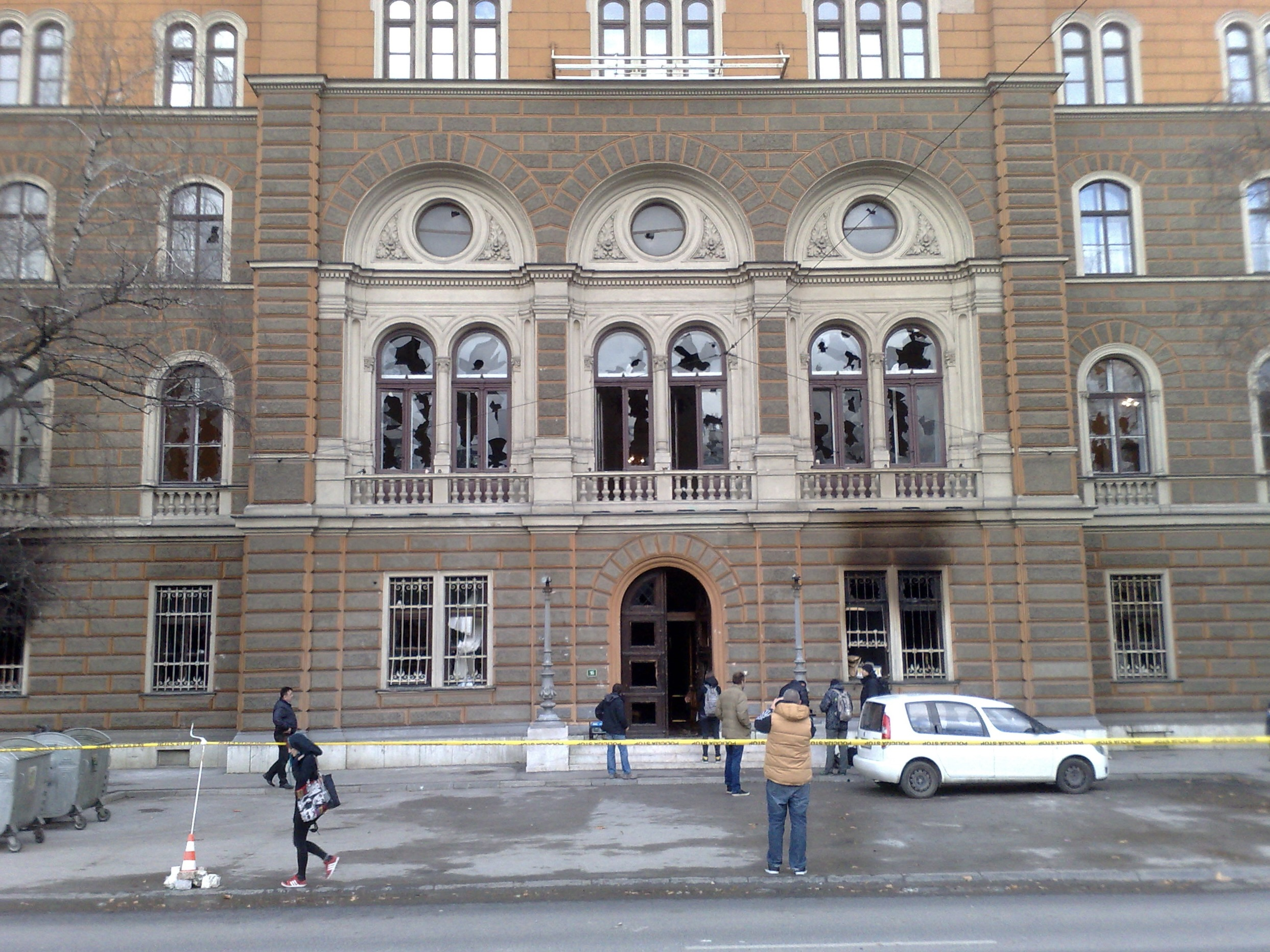
Vchod do budovy Předsednictva BiH po prvním dni protestů

Kvůli rozhodnutí o privatizaci státních podniků v Tuzle vypukla 4. února 2014 v Bosně a Hercegovině řada demonstrací, která po několika dnech přerostla v sociální nepokoje a ozbrojené střety.
Protesty se konaly v desítkách měst, především v oblasti Federace Bosny a Hercegoviny (největší shromáždění pak v Tuzle, Sarajevu, Mostaru a Zenici). V Banja Luce (na území Republiky srbské) se uskutečnil poklidný protest. Nepokoje si vyžádaly celkem 187 zraněných policistů a 161 zraněných mezi demonstranty (celkem 348 lidí).

## Pozadí
V letech 2000 až 2008 vláda Tuzlanského kantonu zprivatizovala neúspěšně několik podniků, což vedlo k jejich bankrotu a vzrůstu nezaměstnanosti v regionu. Rozhodnutí o další vlně privatizací vedlo k obavám z opakování předchozích bankrotů a opětovného nárůstu nezaměstnanosti, které vyústily 4. února 2014 v pokojný protest.

## Průběh nepokojů
Na začátku února 2014 po několika dnech přerostl poklidný protest do ostrých střetů demonstrantů (především nezaměstnaných, studentů a důchodců) s vládními a regionálními úřady. Na znamení solidarity byly svolány další demonstrace po celém území Federace Bosny a Hercegoviny i Republiky srbské.
Dne 7. února zapálily rozzuřené davy budovu regionální správy Tuzlanského kantonu v Tuzle a budovu Kantonu Sarajevo v Sarajevu. Demonstranti vtrhli rovněž do budovy Hercegovinsko-neretvanského kantonu v Mostaru a házeli kamení a vajíčka na budovu Středobosenského kantonu v Travniku. Na území distriktu Brčko zajali demonstrující místního starostu.
Ve večerních hodinách téhož dne se většina protestujících shromáždila v Sarajevu před budovou předsednictva Bosny a Hercegoviny a v pozdních hodinách vypálila tu část budovy, kde sídlí Archiv Bosny a Hercegoviny.
8. února vláda Federace Bosny a Hercegoviny zmobilizovala policejní síly ve snaze předejít dalším násilnostem. V Mostaru bezpečnostní složky například kontrolovaly automobily přijíždějící a opouštějící město. V odpoledních hodinách se nicméně v Bihaći shromáždilo několik set lidí. Jejich politické požadavky zahrnovaly politické změny a radikální snížení platů vrcholných představitelů země. Demonstrace se rovněž opakovaly i v Sarajevu. Všechny protesty však byly nicméně poklidné.
Protesty vedly k rezignaci premiéra Tuzlanského kantonu, Seada Čauševiće a několika dalších místních politiků. Rezignovala rovněž celá regionální vláda Zenicko-dobojského kantonu. Předseda předsednictva Bosny a Hercegoviny svolal mimořádné zasedání a odmítl nasazení armády.
Dne 9. února se k poklidné demonstraci sešlo asi tři sta lidí před budovou napůl vypáleného sídla předsednictva BiH a skandovali hesla jako např. zloději (lopovi), rezignace (ostavke).
Protesty pokračovaly i v několika následujících dnech, a to hlavně v Sarajevu. Demonstrující požadovali propuštění zatčených výtržníků a rezignaci vlády Federace Bosny a Hercegoviny. Protesty však měly převážně poklidný charakter a nedošlo do intervence bezpečnostních sil.
Dne 13. února protesty před budovou předsednictva BiH opět pokračovaly. Z původních padesáti lidí se počet shromážděných zvýšil na tři stovky. Podobná situace byla i v jihobosenském Mostaru. Poklidné protesty se víceméně opakovaly od té doby víceméně každý den. Protestující požadovali odstoupení bosenských politiků, především ministra bezpečnosti, Fahrudina Radončiće.
Téhož dne se mezi demonstranty rozšířily žluté pásky, které představují slunci a naději.

## Plénum občanů
Nespokojení občané zformovali tzv. "Plénum občanů" (bosensky Plenum građana), které bude formulovat své požadavky a jednat o nich pokojnou cestou s politickými představiteli země. První jednání Pléna se mělo odehrát dne 12. února 2014, ale v důsledku špatné organizace bylo přesunuto na den později. Setkání se uskutečnilo nakonec v Domě mládeže.
Pléna občanů se rovněž shromáždila i v Tuzle a Mostaru. Jednotliví účastníci pléna předkládali své návrhy a ty byly hlasováním všech zúčastněných buď přijaty, či odmítnuty. Jedním z bodů, který byl na plénu přednesen, bylo vyloučení všech novinářů z jednání. Mezi další patřila revize poslední vlny privatizací, odstoupení současných politiků a vytvoření dočasné vlády, stejně jako zformování nezávislé komise, která by vyšetřila události ze 7. února (kdy bylo zapáleno několik vládních budov po celé Bosně).

## Mezinárodní reakce
Eurokomisař pro rozšíření Štefan Füle vyzval k uklidnění situace a zastavení násilností. Reagoval rovněž úřad vysokého představitele OSN v zemi, který oznámil, že právo veřejnosti protestovat nesmí být zpochybněno, nicméně na druhou stranu není možné aby bylo využíváno pro ničení majetku.
Podporu protestům vyjádřili i občané BiH žijící v zahraničí (Rakousko aj).
V řadě sousedních zemí byly protesty v Bosně a Hercegovině sledovány bedlivě médii. V Bělehradě se dne 10. února uskutečnil protest, vyjadřující sympatie k občanům BiH, kteří jsou nespokojení se svojí situací doma. Přítomno bylo několik desítek lidí, především levicově politicky orientovaných.
Dne 16. února se sociálně orientovaný protest uskutečnil také v černohorské metropoli Podgorici, kde se shromáždilo okolo tří set lidí.